# Verrucularina
Verrucularina är ett släkte av tvåhjärtbladiga växter. Verrucularina ingår i familjen Malpighiaceae.
Kladogram enligt Catalogue of Life:
| Verrucularina | \| \| Verrucularina glaucophylla \| \| \| \| \| \| Verrucularina piresii \| \| \| \| |
|               | \| \| Verrucularina glaucophylla \| \| \| \| \| \| Verrucularina piresii \| \| \| \| |
|               | Verrucularina glaucophylla                                                           |
|               |                                                                                      |
|               | Verrucularina piresii                                                                |
|               |                                                                                      |